# Stortingsvalget 2009
Stortingsvalget 2009 var et riksvalg i Norge, hvor der blev valgt medlemmer til Stortinget for perioden 2009–13. Valget fandt sted mandag d. 14. september 2009. Alle norske borgere som fyldte 18 år inden udgangen af 2009 havde stemmeret.
Valgresultatet indebar at den siddende regering (Arbeiderpartiet, Sosialistisk Venstreparti og Senterpartiet) fik fornyet sit parlamentariske grundlag. Regeringspartierne fik samlet set 47,8 % af stemmerne, og tabte i alt ét mandat. Arbeiderpartiet havde fremgang, mens Sosialistisk Venstreparti gik tilbage og Senterpartiet bibeholdte sine mandater fra valget i 2005.
Blandt de øvrige stortingspartier havde Høyre og Fremskrittspartiet fremgang, mens Kristelig Folkeparti og Venstre gik tilbage. Sidstnævnte kom under spærregrænsen for tillægsmandater og dermed mistede otte ud af ti mandater.

## Valgafviklingen
Valget fandt sted mandag den 14. september. I 205 af Norges 430 kommuner blev der også afholdt valg søndag 13. september, enten i hele eller dele af kommunen.
Valget foregik ved personlig fremmøde i et valglokale på selve valgdagen(e) eller ved at afgive en såkaldt forhåndstemme. Forstemmerne kunne indleveres i kommunerne fra den 10. august til fredagen før valgdagen. I alt blev der afgivet 707.489 forhåndsstemmer, der udgør omkring 26 % af stemmerne.
Myndighederne (Riksvalgstyret) behandlede tre klager over valgafviklingen. I et tilfælde var der allerede ved ankomst til valgstedet, sat kryds på valgsedlen. En andet sted manglede et partis stemmesedler ved et stemmested. Det sidste klage omhandlede mere generelle forhold, at valghandlingen ikke blev udført diskret nok. Riksvalgstyret fandt dog ingen af klagede alvorlige nok, til at dette skulle have haft indvirkning på valgresultatet. Ved Stortingets behandling af valget blev der desuden påpeget et del mindre fejl, samt nogle uheldige omstændigheder ved valgafviklingen.
I kommunerne Lenvik, Trondheim, Bømlo og Kongsberg blev der afprøvet nyt udstyr i valglokalerne. Dette var resultatet af statens designkonkurrence i 2008. I en evaluering fik det nye udstyr ros, og blev desuden nomineret til Brit Insurance Designs of the Year 2010.
Samtidig blev der afholdt valg til Sametinget, samt diverse posten indenfor den Kirken i Norge.

## Partier og lister
I alt stillede 24 partier op i et eller flere fylker, hvilket i alt omfatter 3688 kandidater. 11 partier var opstillet i alle fylker. Der var syv partier repræsenteret i Stortinget 2005–09, disse var: Arbeiderpartiet, Fremskrittspartiet, Høyre, Kristelig Folkeparti, Senterpartiet, Sosialistisk Venstreparti og Venstre, samt partierne som ikke var repræsenteret i Stortinget i fornævnte periode: Demokratene, Kystpartiet, Miljøpartiet De Grønne og Rødt.

## Resultater
Valget betød et fortsat flertal til den regerende rød-grønne koalition, hvilket forventes at give Jens Stoltenberg mulighed for at fortsætte som statsminister. På den borgerlige side gik både Høyre og Fremskrittspartiet frem, mens Venstre ikke passerede spærregrænsen på 4 procent, men kunne dog beholde to kredsmandater. Vær opmærksom på, at der er tale om et foreløbigt resultat efter 428 af 430 kommuner er optalte. 
|  | Arbeiderpartiet           | 946.525   | 35,4 | + 2,8 | 64 | +3 |  |  |  |  |  |  |  |  |  |  |
|  | Fremskrittspartiet        | 612.538   | 22,9 | + 0,8 | 41 | +3 |  |  |  |  |  |  |  |  |  |  |
|  | Høyre                     | 461.006   | 17,2 | + 3,2 | 30 | +7 |  |  |  |  |  |  |  |  |  |  |
|  | Sosialistisk Venstreparti | 165.460   | 6,2  | - 2,6 | 11 | -4 |  |  |  |  |  |  |  |  |  |  |
|  | Kristelig Folkeparti      | 148.300   | 5,6  | - 1,3 | 10 | -1 |  |  |  |  |  |  |  |  |  |  |
|  | Senterpartiet             | 164.679   | 6,2  | - 0,2 | 11 | 0  |  |  |  |  |  |  |  |  |  |  |
|  | Venstre                   | 103.675   | 3,9  | - 2,0 | 2  | -8 |  |  |  |  |  |  |  |  |  |  |
|  | Oppositionen              | 1.222.309 | 45,6 | +2,6  | 83 | +9 |  |  |  |  |  |  |  |  |  |  |
|  | Regeringen                | 1.277.082 | 47,8 | −0,2  | 86 | 0  |  |  |  |  |  |  |  |  |  |  |
|  |                           |           |      |       |    |    |  |  |  |  |  |  |  |  |  |  |